# قبس وتشغيل
القَبْس والتشغيل في الحوسبة، (بالإنجليزية: Plug and play اختصارًا PnP)‏ لجهاز أو ناقل، هو أي جهاز أو ناقل مع مواصفات يسهل بها اكتشاف عنصر من عناصر عتاد الحاسب من غير تدخل المستخدم في إعداده أو التدخل في تشغيله. مصطلح «القَبْس والتشغيل» قد انتشر إلى شريحة واسعة من التطبيقات حيث لا تحتاج إلى المستخدم لإعدادها.
أجهزة التوسع تتحكم وتُبادل البيانات مع النظام المُضيف من خلال ذاكرة مُحددة سابقاً أو عنوانين منافذ فضاء الدخل والخرج، قنوات الوصول المباشر للذاكرة (Direct memory access)، خطوط مقاطعة الطلب (Interrupt request) وآليات أخرى، والتي يجب أن تكون مرتبطة مع جهاز معين لكي تعمل. بعض أجهزة الحاسب أو الكمبيوترات توفر خليط مميز من هذه الآليات لكل مدخل من مداخل اللوحة الأم أو وحدة التوصيل الخلفية (Backplane). تصاميم أخرى توفر كل هذه المصادر لكل المداخل، كل جهاز طرفي له عنوان فك تشفير خاص للمسجلات أو كتل الذاكرة والذي يحتاجها للتواصل مع النظام المُضيف. وبما أن المواضع الثابتة تجعل من الصعب توسيع النظام، فإن الجهاز يستعمل عدة طرق يدوية من أجل تعيين عناوين الذاكرة والمصادر الأخرى، مثل أسلاك التنقل الصلبة (Jump wire)، الدبابيس التي يمكن ان تكون مرتبطة مع الأسلاك أو الأشرطة القابلة للإزالة، أو المفاتيح التي يمكن تعيينها لعناوين معينة. كما جعلت المعالجات الصغيرة أجهزة الكمبيوتر تنتشر في السوق بأسعار معقولة، إعداد تطبيقات أجهزة الدخل والخرج كان تقدماً مكن المستخدمين معدومي الخبرة من تثبيت الأجهزة وإعدادها. تتضمن الأنظمة المبكرة لإعداد العتاد برمجياً نظم إم إس إكس
القياسية ونيوبص (NuBus) والإعداد التلقائي (Autoconfig) لـ أميغا وأي بي إم ميكروشنال (IBM Microchannel). في البداية، كانت جميع بطاقات التوسعة لأجهزة كمبيوتر آي بي إم تتطلب اختيارًا فعليًا لتكوين الخرج/الدخل على اللوحة بأحزمة تنقلية أو محولات ديب (DIP switch)، ولكن تم ترتيب أجهزة ناقل أيزا بشكل متزايد لتكوين البرامج. بحلول عام 1995، ضمنت مايكروسوفت ويندوز طريقة شاملة لتعداد الأجهزة في وقت التمهيد وتخصيص الموارد في أنظمة تشغيلها، والتي سُميت فيما بعد بمعيار «القَبْس والتشغيل».
يمكن أن يكون لدى أجهزة القَبْس والتشغيل موارد مخصصة في وقت التمهيد فقط، أو قد تكون أنظمة التوصيل الفوري (Hot swapping) مثل يو إس بي وفاير واير.

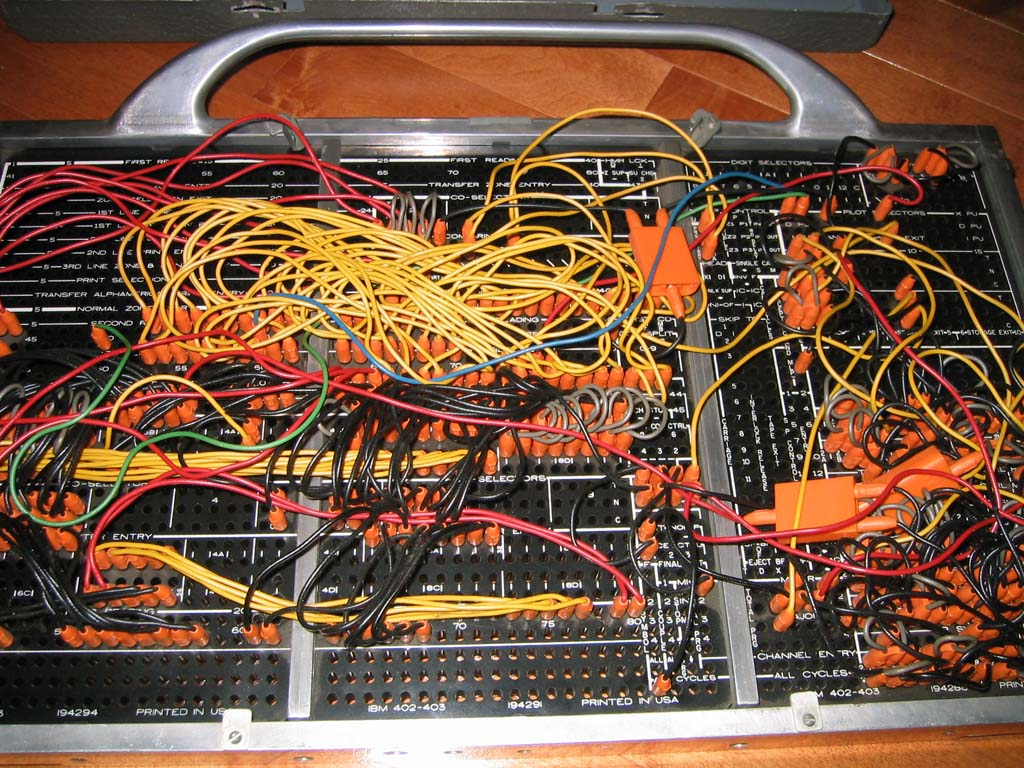
آي بي إم 402 (IBM 402) ألة محاسبة مع لوحة تحكم بالأسلاك. لوحة التحكم هذه عنونت بـ «ملخص الأرباح والخسائر».

## أول محاولة للإعداد الذاتي
أجهزة الحاسوب انتشرت أكثر بين عامة السكان، وهذا صنع ضغطاً أكبر لتطوير طريقة الإعداد الذاتي، وتخليص المستخدمين النهائين للحاسب من التعب والصعوبة في إعداد هذه الإعدادات المعقدة الكثيرة.

## أجهزة متوافقة مع تقنية التركيب والتشغيل
- منافذ الـ USB
- فأرة الحاسب
- لوحة المفاتيح
- عصا القيادة
- بطاقة الرسوميات
- الطابعة
- بطاقة الشبكة
- المودم
- السلك الناري.
- محرك أقراص الـ DvD.
- محرك الأقراص المغناطيسية CD-Rom.